# Abejas asesinas (película)
Abejas asesinas (título original: Flying Virus) es una película de 2001 dirigida por Jeff Hare y protagonizada por Gabrielle Anwar, Craig Sheffer y Rutger Hauer. 

## Argumento
Ann Bauer es una periodista que está realizando un reportaje sobre el Amazonas. Allí es testigo de una guerra entre los indios y un comando contratado por los constructores de una gran autopista.
Pronto descubre que estos poseen un arma mortal para acabar con los nativos. Esa arma es un montón de abejas alteradas genéticamente, cuyo veneno posee los efectos de un virus letal capaz de acabar con toda la población indígena de esa región.

## Reparto
| Actor           | Personaje         |
| --------------- | ----------------- |
| Gabrielle Anwar | Ann Bauer         |
| Rutger Hauer    | Ezekial           |
| Craig Sheffer   | Martin Bauer      |
| Duncan Regehr   | Savior            |
| Jason Brooks    | Scotty            |
| David Naughton  | Dr. Stephen North |
| Mark Adair-Rios | Raka              |
| Hunter Bodine   | Rude Passenger    |
| Adam Wylie      | Adam              |
| Robin Bobeau    | Michelle          |

## Recepción
Hoy en día la película ha sido valorada en portales cinematográficos. En IMDb, con aproximadamente 1000 votos registrados, el filme obtiene una media ponderada de 3,4 sobre 10. En cuanto a Rotten Tomatoes, los más de 1000 votos registrados allí le dieron una valoración media de 1,8 de 5. También cabe destacar, que en La Vanguardia el 39 % de los usuarios registrados allí le dan a la película una valoración positiva.